# 아찬
아찬(阿飡)은 520년에 시행한 신라의 17등 관계(官階) 중의 제6등 관계이다. 일명 아척간(阿尺干)·아찬(阿粲)이라고도 하는 아찬(阿飡)은 세분화하여 아찬부터 중아찬(重阿飡) ·3중아찬 ·4중아찬으로 올라가는데, 6두품 신분층은 중아찬으로 승급이 끝나며, 17등 관계에는 아찬만 포함되어 있다. 2중 ·3중 ·4중아찬의 관직은 시랑(侍郞) ·경(卿)으로 집사성(執事省) ·병부(兵部) ·창부(倉部) ·사천왕사성전(四天王事成典) ·대도서(大道署) ·영창궁성전(永昌宮成典) ·위화부(位和部) 등이었으며, 복색(服色)은 비색(緋色)으로 신분을 표시하였다.

## 중위 제도
육두품 출신의 아찬관등 소지자에게 중아찬(重阿飡)·삼중아찬(三重阿飡)·사중아찬(四重阿飡)이라는 중위제도(重位制度)라고 하는 특진제도를 설정하기도 하였다.  그러나 이 중위제도는 어디까지나 아찬관등 안에서의 제한된 승진제도였을 뿐이며, 그 자체가 아찬의 범주를 뛰어넘을 수 없도록 되어 있었다.